# ناحیه کاباله
ناحیه کاباله (به لاتین: Kabale District) یک منطقهٔ مسکونی در اوگاندا است که در استان غربی، اوگاندا واقع شده‌است. ناحیه کاباله ۲۴۸٬۷۰۰ نفر جمعیت دارد.